# Chimarra abyssinica
Chimarra abyssinica är en nattsländeart som beskrevs av Banks 1913. Chimarra abyssinica ingår i släktet Chimarra och familjen stengömmenattsländor. Inga underarter finns listade i Catalogue of Life.